# چشمه‌کبود (شیروان)
چشمه‌کبود روستایی است در شهرستان بروجرد در استان لرستان. این روستا در دهستان شیروان در بخش مرکزی این شهرستان قرار دارد.

## جمعیت
بنابر سرشماری مرکز آمار ایران، جمعیت این روستا در سال ۱۳۸۵، برابر با ۳۹ نفر بوده‌است که از این میان ۱۶ نفر مرد و بقیه زن بوده‌اند. چشمه کبود ۸ خانوار جمعیت دارد.